# Colchicum longifolium
Espèce
Colchicum longifolium, le Colchique de Naples en français, est une espèce de plantes à bulbes de la famille des Colchicaceae.

## Taxinomie et dénomination
L'espèce est décrite pour la première fois en 1845 par Jean Louis Martin Castagne dans le Catalogue des plantes qui croissent naturellement aux environs de Marseille. Dix ans plus tard, M. H. de Larambergue communique à la société botanique de France une nouvelle espèce, observée dans les environs de Castres, qu'il nomme Colchicum castrense, mais qui se révèle être C. longifolium.
Elle est appelée Colchique de Naples en français.

### Protologue
- Jean Louis Martin Castagne, Catalogue des plantes qui croissent naturellement aux environs de Marseille, Aix, Nicot et Pardigon, 1845, 263 p. (BNF 30203533, lire en ligne)

### Données historiques
- H. de Larambergue, « Sur une nouvelle espèce du genre Colchicum », Bulletin de la Société botanique de France, vol. 2,‎ 1855, p. 688-689 (lire en ligne)